# Copris bengalensis
Copris bengalensis är en skalbaggsart som beskrevs av Gillet 1911. Copris bengalensis ingår i släktet Copris och familjen bladhorningar. Inga underarter finns listade i Catalogue of Life.